# Bächental
| Bächenbachtalbahn | Bächenbachtalbahn |
| Streckendaten     | Streckendaten     |
| ----------------- | ----------------- |
| Spurweite         | 750 mm            |
| Länge             | ~10 km            |
| Inbetriebnahme    | 1930              |
| Schließung        | 1956              |

Das Bächental im Vorkarwendel wird von der Dürrach durchflossen, die bei Fall in das Becken des Sylvensteinspeichers mündet. Nach Osten wird das Tal durch den Bergrücken von Sonntagsspitze und Fansjoch vom Oberautal getrennt, das nach Scholastika (Ortsteil von Achenkirch) am Achensee führt.

## Ortschaft
Juristisch ist das Bächental eine Ortschaft in der Gemeinde Eben am Achensee. Die dort gemeldeten Einwohner wohnen jedoch im Winter nicht an ihrem Hauptwohnsitz, da das Tal dann allenfalls auf Skiern zu erreichen ist.
In der schneefreien Saison werden in dem Tal ein Gasthaus, mehrere Almen und der im Folgenden beschriebene Ölschieferbruch betrieben.

## Ölschiefer
Bekannt ist das Bächental seit 1908 durch das Ölschiefervorkommen in einem Seitental. Aus diesem Ölschiefer gewinnt die Firma Tiroler Steinölwerke Albrecht GmbH & Co. KG das so genannte Tiroler Steinöl. Es wird in Pertisau zu medizinischen und kosmetischen Produkten verarbeitet und vermarktet.

## Bächentalbahn
Die Bächentalbahn war eine ca. 10 km lange Waldbahn mit 750 mm Spurweite, die von Fall in Bayern grenzüberschreitend bis zur Staumauer der Wasserüberleitung zum Achensee (Nutzung der Wasserkraft im Achenseekraftwerk in Jenbach/Inntal) durch das Dürrachtal und das Bächental führte. Die Bahn transportierte zwischen 1930 und 1956 Holz aus dem hinteren Bächental bis zur Triftlände von Fall.